# Dialnet
Dialnet es un portal de difusión de la producción científica hispana cuyo funcionamiento se inició en 2001 especializado en ciencias humanas y sociales. El portal está gestionado por la Fundación Dialnet, de la Universidad de La Rioja, una entidad sin ánimo de lucro creada en febrero de 2009 para la gestión y desarrollo de una de las mayores bases de datos de literatura científica del mundo.

## Base de datos
Su base de datos, de acceso libre, fue creada por la Universidad de La Rioja (España) y constituye una hemeroteca virtual que contiene los índices de las revistas científicas y humanísticas de España, Portugal y Latinoamérica, incluyendo también libros (monografías), tesis doctorales, congresos, homenajes y otro tipo de documentos. El texto completo de muchos de los documentos está disponible en línea.
| Estadísticas de Dialnet por tipo de contenidos | Estadísticas de Dialnet por tipo de contenidos | Estadísticas de Dialnet por tipo de contenidos | Estadísticas de Dialnet por tipo de contenidos |
| Elemento                                       | 2014                                           | 2018                                           | 2021                                           |
| ---------------------------------------------- | ---------------------------------------------- | ---------------------------------------------- | ---------------------------------------------- |
| Revistas                                       | 9 681                                          | 10 175                                         | 11 389                                         |
| Documentos                                     | 4 183 110                                      | 5 966 417                                      | 7 910 673                                      |
| Tesis                                          | 40 985                                         | 140 924                                        | 292 550                                        |
| Libros                                         | 369 212                                        | 472 377                                        | 573 098                                        |
| Alertas                                        | 22 381 279                                     | 36 093 763                                     | 47 441 184                                     |
| Usuarios registrados                           | 1 219 801                                      | 1 888 491                                      | 2 328 578                                      |

En el portal colaboran bibliotecas de numerosas universidades españolas e hispanoamericanas y bibliotecas públicas y especializadas que realizan los volcados de sumarios de revistas. También incorpora bases de datos con documentos en otros idiomas.

## Estadísticas y servicios
Dialnet es uno de los servicios de búsqueda más utilizados en el mundo académico y cultural hispano. 
- Ofrece la carga de tesis doctorales a texto completo.
- Ofrece un servicio de alertas, por el que el suscriptor recibe por correo electrónico los sumarios de las revistas de las materias que desee.
- Permite el alojamiento de revistas en edición electrónica.
- Ofrece servicios específicos a los editores.

En el ranking del Laboratorio de Cibermetría del CSIC, Dialnet ocupa el primer puesto entre los portales europeos y el cuarto a nivel mundial.

## Contenidos e idiomas

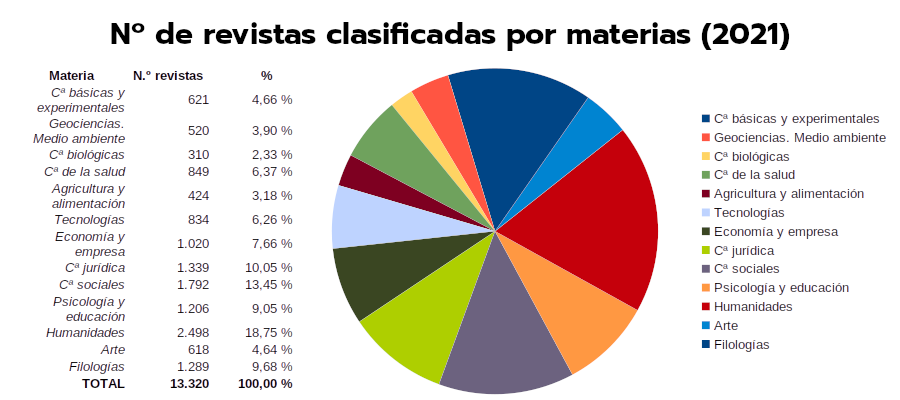
Gráfica de clasificación de las revistas por materia (2021)

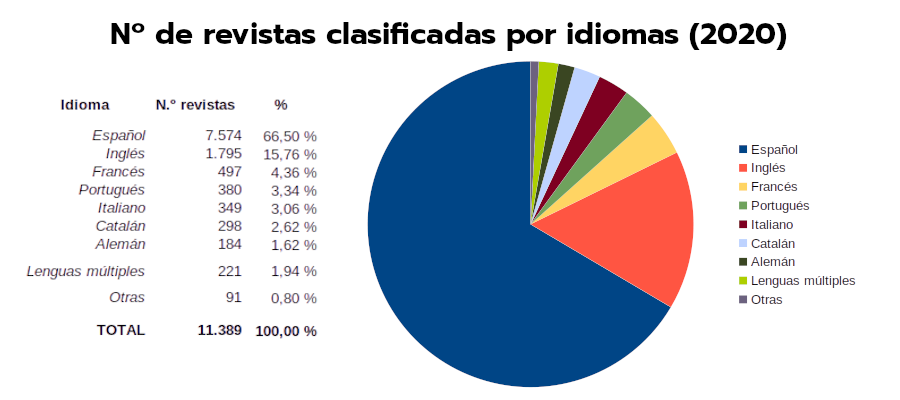
Gráfica de clasificación de las revistas por idiomas (2020)